# Eckankar

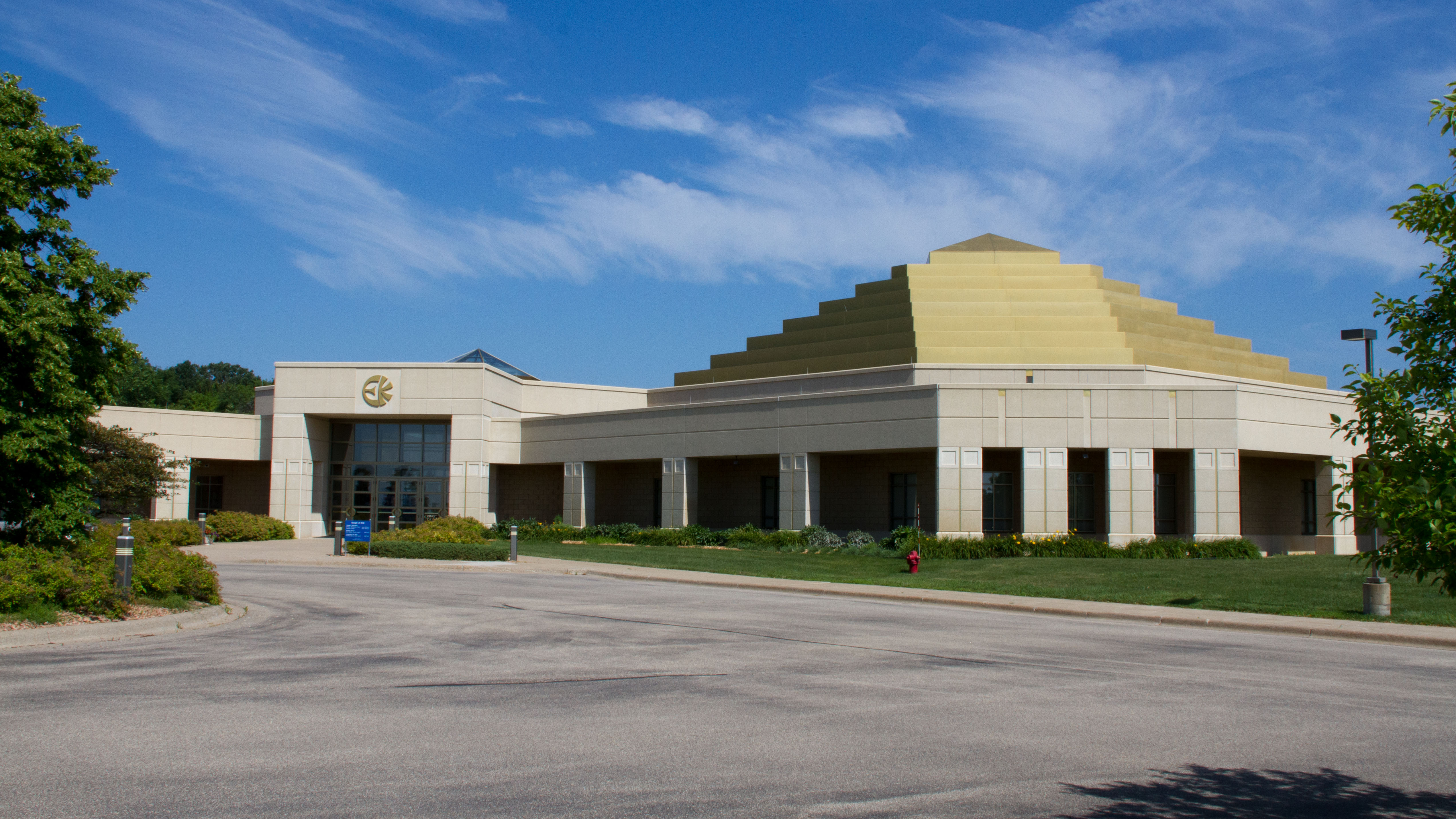
ECK Tempel, Chanhassen, Minnesota, USA

Eckankar, nyreligiös rörelse grundad av amerikanen Paul Twitchell 1965. Som rörelsens högste andlige ledare lär han ha antagit det andliga namnet Peddar Zaskq.
När Twitchell dog i en hjärtattack 1971 utsåg hans änka Gail en av hans anhängare, Darwin Gross till ny ledare för rörelsen. Efter tio år som "Levande ECK-mästare" utsåg Gross den nuvarande ledaren Harold Klemp till sin efterträdare i oktober 1981.
I åtskilliga böcker och föredrag hävdade Twitchell att Eckankar i själva verket var en forntida vetenskaplig vishetslära, äldre än alla andra religioner, som han återupptäckt.
Människor som vill bli medlemmar av rörelsen genomgår olika kurser i vilka skrifter av Twitchell och andra av rörelsens ledare studeras, antingen genom enskilda hemstudier eller i så kallade Satsang-klasser.
Eckankar har ca 60 000 medlemmar i över 100 länder, i de nordiska länderna knappt 500. 
Eckankar kallar sig också för "Religionen om Guds Ljus och Ljud". Deras högkvarter finns i Chanhassen utanför Minneapolis, USA. I Sverige är Eckankar ett registrerat trossamfund.

## Lära
Ordet ECK, i Eckankar, betyder "En". Den Gudomliga Anden Eck kan erfaras som gudomligt Ljud och Ljus genom vägledning av den Levande ECK-mästaren (Eckankars högste internationelle ledare) och genom olika andliga övningar som drömmar, "själsfärder" till högre världar och upprepande av mantrat HU. De troende sjunger detta ord, som sägs vara en lovsång till Eck, oupphörligen i omkring tjugo minuter, enskilt eller i grupp. Detta mantra används även inom olika sufiordnar och andra österländska vishetsläror.
Eckankar är över huvud taget påtagligt österländskt inspirerad. Målet är att arbeta bort karma, uppnå gudomlig upphöjelse och slippa reinkarneras. På baksidan av varje medlemskort står följande deklaration att läsa: "Eckankars mål och avsikt har alltid varit att återföra Själen till sitt gudomliga ursprung, längs dess egen stig."